# Gambrinus (vonat)
A Gambrinus egy németországi belföldi vasúti járat volt mely összekötötte Münchent Kiellel. Nevét Gambrinusról kapta, aki a bor istene volt.

## F-Zug
1952. május 18-án a Deutsche Bundesbahn elindította az F33/34-es járatot München és Kiel között a Ruhr-vidéken keresztül, összekapcsolva a két sörvárost, Münchent és Dortmundot. 1953. június 1-jén a vonatot Gambrinusról nevezték el, utalva a müncheni és dortmundi sörfőzdékre. A München-Würzburg-Frankfurt-Köln-Dortmund-Hamburg-Kiel útvonal változatlan maradt 1957. június 2-ig, amikor a Hamburg-Kiel részt megszüntették, és az északi végállomás Hamburg Altonára változott.
1970-ben a vonatot az F 125/124 számmal új vonatszámot kapott, 1971-ben a számokat kétszer megváltoztatták, először F 122/123-ra, majd szeptemberben csak első osztályú kocsikból álló járattá való átalakítás után a vonatok az IC 112/117 vonatszámokat kapták. Az északi végállomás a Sylt szigeten található Westerland-re változott.

## Trans Europ Express
Az 1970-es években az IC79 projekt eredményeként javasolták és tanulmányozták a másodosztályú kocsik bevezetését az Intercity járaton. Mivel a Gambrinus a tervek szerint csak első osztályú vonat maradt, 1978. május 28-án TEE járattá minősítették át és a TEE 15/14 számot kapta. 1979. május 29-én a vonatszámokat TEE 18/19-re változtatták, az útvonal pedig München és Mainz közöttire változott. Würzburg és a Majna-völgy feletti északi út helyett a Stuttgart és Heidelberg felé vezető déli útvonalat használták. A kocsikat csak nyáron szállították Westerlandbe.  A hanyatlás 1980-ban kezdődött, és szeptember 28-án mindkét oldalon lerövidítették az útvonalat, így csak Stuttgart és Bréma között közlekedett a járat. 1981-ben az északi végállomás délebbre költözött Münsterbe, bár a kocsikat Hamburgba szállították péntek este, és csak a hétfő reggeli szolgálatra tértek vissza. 1982. május 28-án az északi végállomás Dortmundra változott, és egy évvel később a TEE Gambrinus megszűnt.

## InterCity
1983. május 30-án a Gambrinus InterCity néven folytatta pályafutását Stuttgart és Hamburg között. 1985. június 2-tól 1988. május 28-ig az útvonal München-Dortmund, 1988. május 29-től pedig München-Hannover között közlekedett, amíg az első német nagysebességű, ugyanazokat a városokat összekötő vasútvonal 1991. június 2-án meg nem nyílt. A Gambrinus újjáéledt 1994. május 29-én Karlsruhe és Dortmund között, egy évvel később pedig Kelet-Berlinig közlekedett. 1998. május 23-án a Gambrinust megszüntették.